# Scymnus puncticollis
Scymnus puncticollis är en skalbaggsart som beskrevs av Leconte 1852. Scymnus puncticollis ingår i släktet Scymnus och familjen nyckelpigor. Inga underarter finns listade i Catalogue of Life.